# ARA La Argentina (C-3)
Le ARA La Argentina (C-3) est un croiseur léger conçu pour la formation des cadets de la Marine argentine en 1935. Il restera en service jusqu'en 1972 puis sera démoli en 1974.

## Caractéristiques
Le forme du croiseur La Argentina est basée sur celle des croiseurs britanniques des années 1930 avec quelques modifications mineures pour s'adapter aux exigences de la Marine argentine. Il est considéré comme une version agrandie de la classe Arethusa avec la différence qu'il possédait des tourelles triples.

## Historique de la conception
L'Argentine avait pour plan initial d'acquérir trois croiseurs de la classe italienne Trento mais elle a dû se contenter de deux. Pour le croiseur suivant, l'Argentine se tourna donc vers le Royaume-Uni pour l'achat du croiseur ARA La Argentina (C-3) en 1939. Le projet est en effet imaginé dès 1934 mais la construction du navire auprès de la société Vickers-Armstrongs ne débute qu'en 1935 pour le coût de 6 millions de pesos argentins.

## Service
Le croiseur La Argentina part du Royaume-Uni en février 1939 pour arriver à La Plata le 2 mars 1939 et y entrer en service le 12 avril 1939. Il fait plusieurs missions de formation avant la Seconde Guerre mondiale puis, pendant celle-ci, est placé dans l'escadre œuvrant pour maintenir la neutralité de l'Argentine. À la fin de la guerre, il reste encore en service pendant plusieurs années avant de se retirer en 1972,. Il sera démoli en 1974.